# Cortenstahl

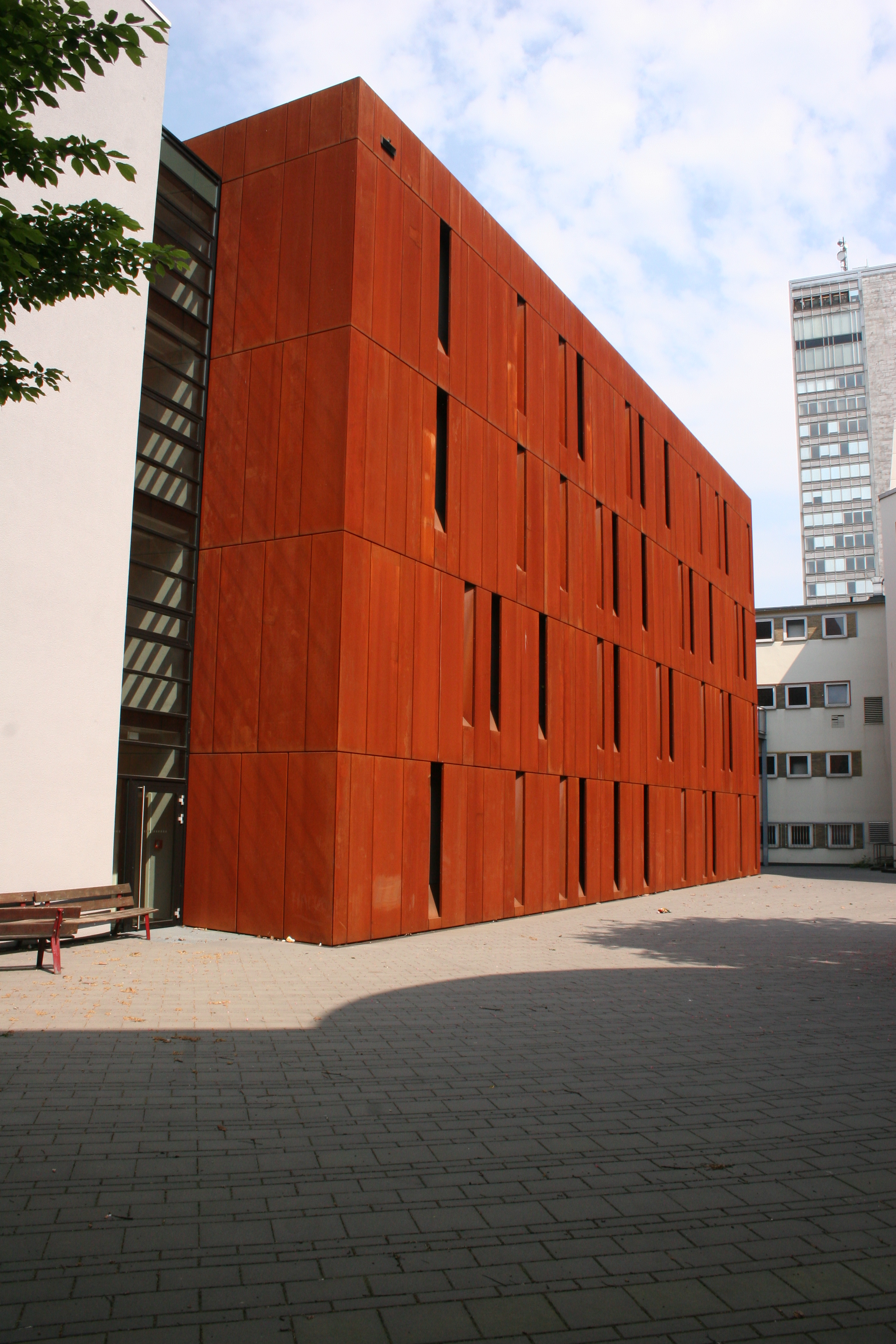
Cortenstahl-Projekt, Haus der Essener Geschichte (Scheidt Kasprusch Architekten)

Cortenstahl (Handelsbezeichnung COR-TEN-Stahl, auch Kortenstahl) ist ein wetterfester Baustahl.

## Eigenschaften und Verwendung
Cortenstahl bildet auf der Oberfläche durch Bewitterung unter der eigentlichen Rostschicht eine besonders dichte Sperrschicht aus festhaftenden Sulfaten oder Phosphaten aus, die das Stahlteil vor weiterer Korrosion schützt.
Man unterscheidet:
- Corten A (gemäß ASTM A 242, Werkstoff-Nr. 1.8946, EN 10027-1: S355J2WP) entspricht einem wetterfesten, phosphorlegierten Baustahl. Die Dicke ist wegen schlechter Schweißeignung und schlechter Umformbarkeit auf unter 100 mm begrenzt.
- Corten B (ASTM A 588, Werkstoff-Nr. 1.8965, EN 10027-1: S355J2W) ist nicht phosphorlegiert, hat gute Schweißeignung und eine gute Kalt- und Warmumformbarkeit. Der Stahl wird für geschweißte, geschraubte Konstruktionen eingesetzt, z. B. im Stahlhoch- und Brückenbau, im Behälterbau, für ISO-Container sowie im Anlagenbau.[1]

Aufgrund seiner Unempfindlichkeit gegenüber Witterungseinflüssen und seiner charakteristischen Patina wird Cortenstahl auch für Akzente in der Architektur eingesetzt, etwa für Fassadenverkleidungen. Viele Bildhauer, so Werner Pokorny oder Richard Serra, verwenden das Material für Skulpturen im Außenbereich.

## Zusammensetzung
| Element  | C     | Si        | Mn        | P         | S      | Cr        | Cu        | V         | Ni    |
| -------- | ----- | --------- | --------- | --------- | ------ | --------- | --------- | --------- | ----- |
| Corten A | ≤0,12 | 0,25–0,75 | 0,20–0,50 | 0,01–0,20 | ≤0,030 | 0,50–1,25 | 0,25–0,55 | –         | 0,65  |
| Corten B | ≤0,16 | 0,30–0,50 | 0,80–1,25 | ≤0,030    | ≤0,030 | 0,40–0,65 | 0,25–0,40 | 0,02–0,10 | ≤0,40 |

## Geschichte
Der Amerikaner Byramji D. Saklatwalla meldete eine Stahllegierung mit den Legierungszusätzen Kupfer, Phosphor, Silizium, Nickel und Chrom 1932 zum Patent an. Die United States Steel Corporation entwickelte den Stahl, der sich durch hohe Witterungsbeständigkeit auszeichnet, weiter und gab dem neuen Werkstoff mit den ungefähren zusätzlichen Legierungsanteilen 0,8 % Cr, 0,5 % Ni, 0,5 % Cu, 0,1 % P den Namen Cortenstahl. Die Bezeichnung Cor-Ten entstand aus den englischen Ausdrücken corrosion resistance für „Korrosionswiderstand“ und tensile strength für „Zugfestigkeit“. Als erstes deutsches Unternehmen nahm die Hüttenwerke Oberhausen AG Anfang 1959 die Herstellung von Cortenstahl auf.
Auch das historische, im 19. Jahrhundert verbreitete Puddelverfahren zur Herstellung von Schmiedeeisen erzeugte einen Werkstoff, der ähnliche Eigenschaften aufwies. Ein prominentes Beispiel ist in Deutschland die Griethausener Eisenbahnbrücke bei Kleve, die trotz fehlenden Schutzanstrichs kaum Korrosionsschäden aufweist.

## Beispiele

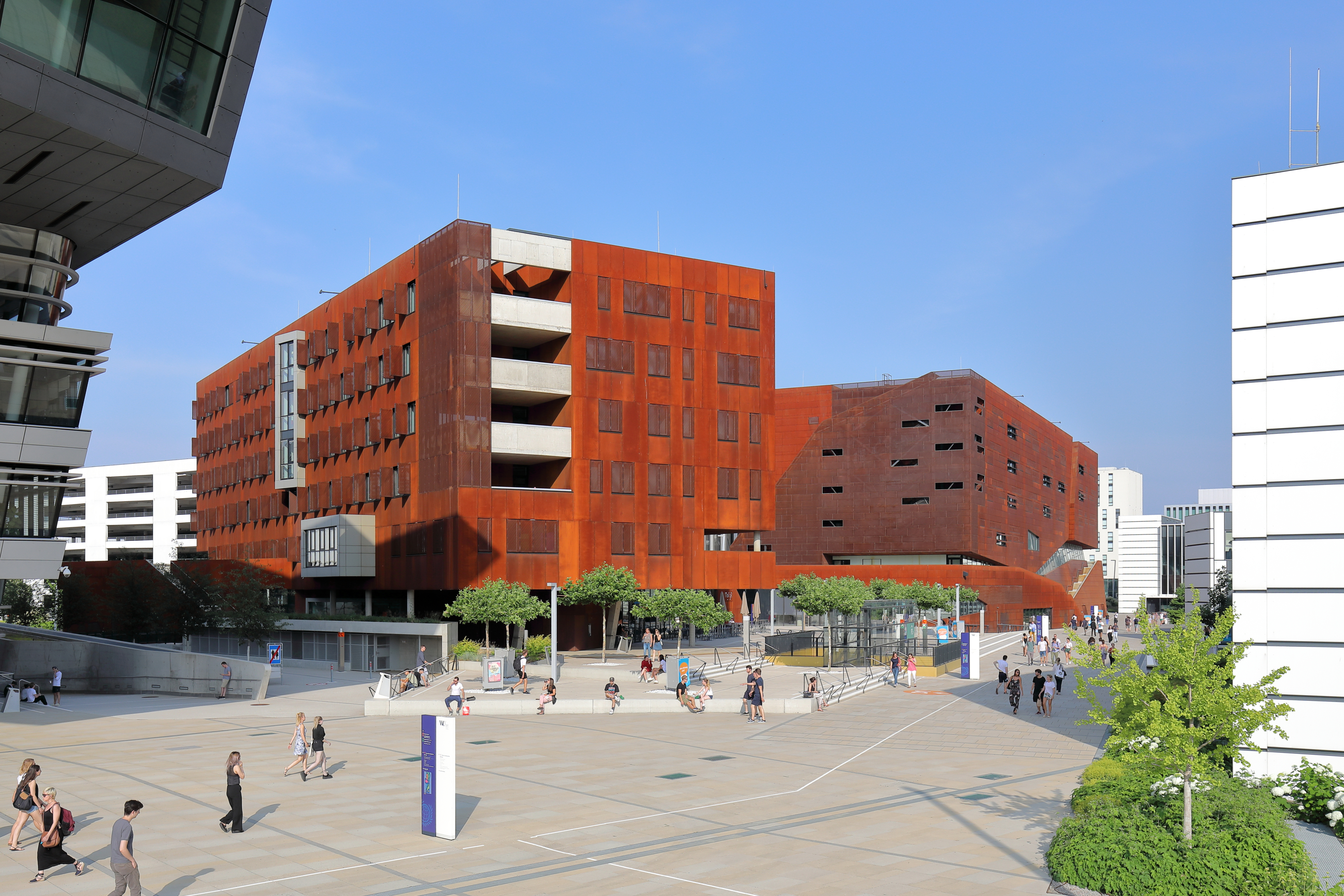
Fassade der Gebäude „Department 1“ und „Teaching Center“ der WU Wien
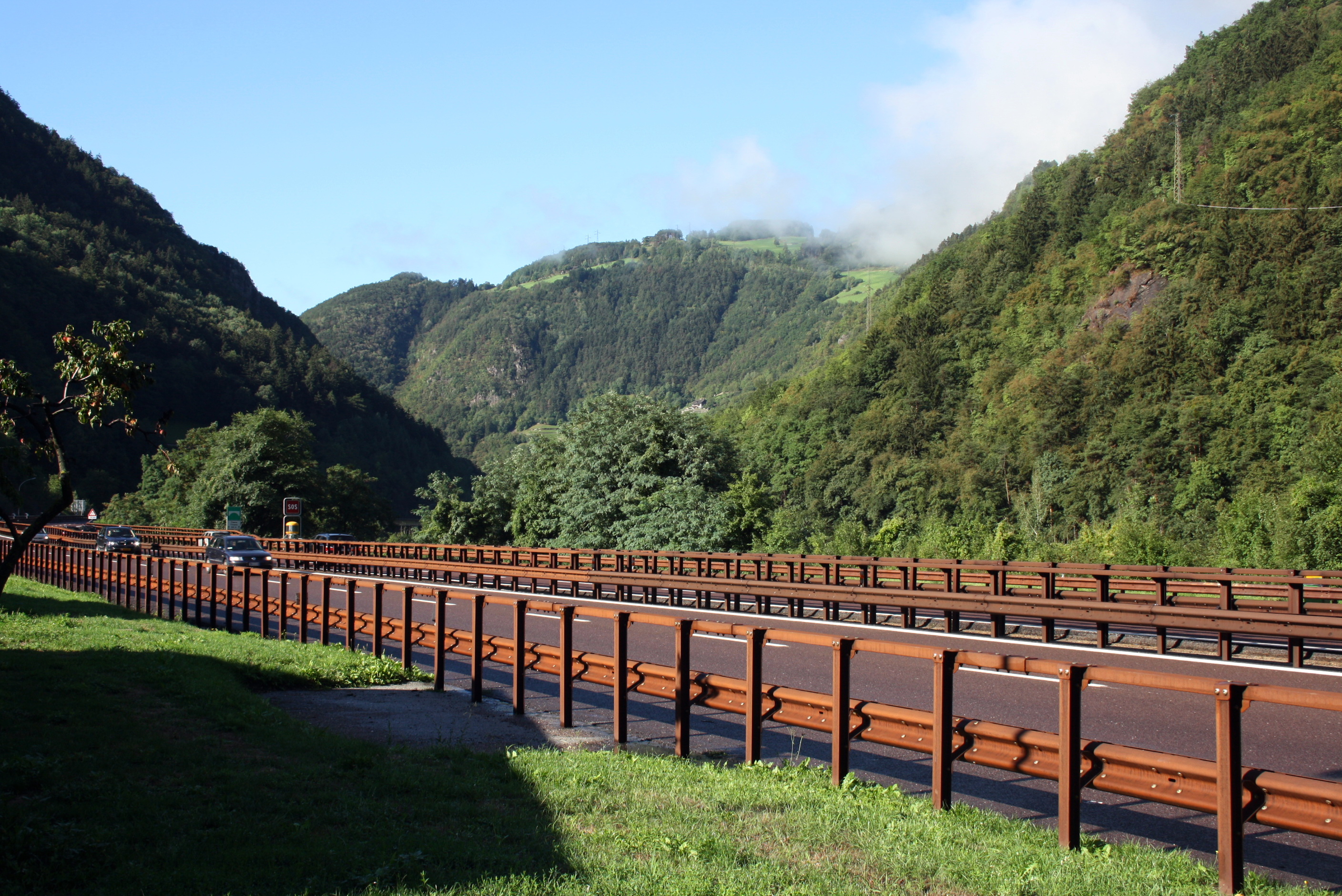
Leitplanken der Brennerautobahn in Italien
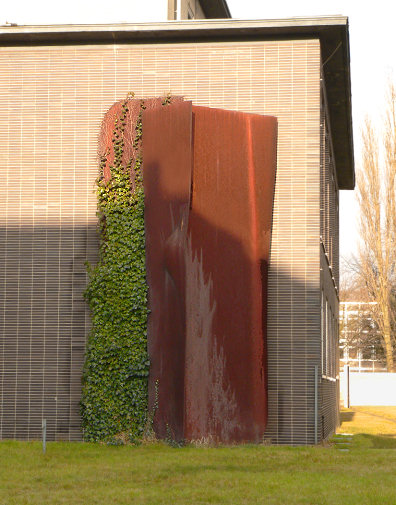
Skulptur Der Schild von Hannes Meinhard am Landeskriminalamt Niedersachsen
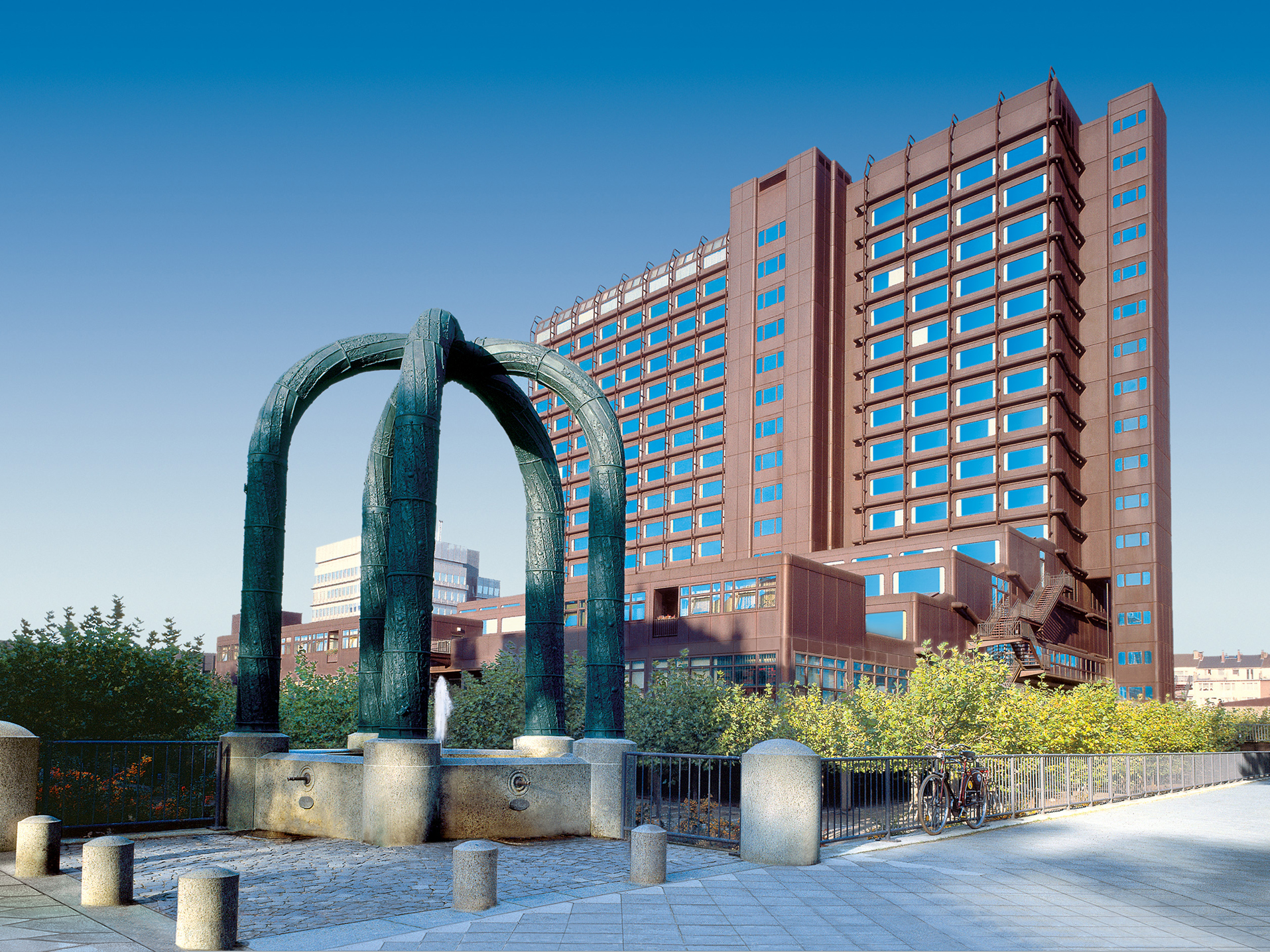
Westfassade des Hauptgebäudes des Landesbetriebs Information und Technik NRW (Düsseldorf)
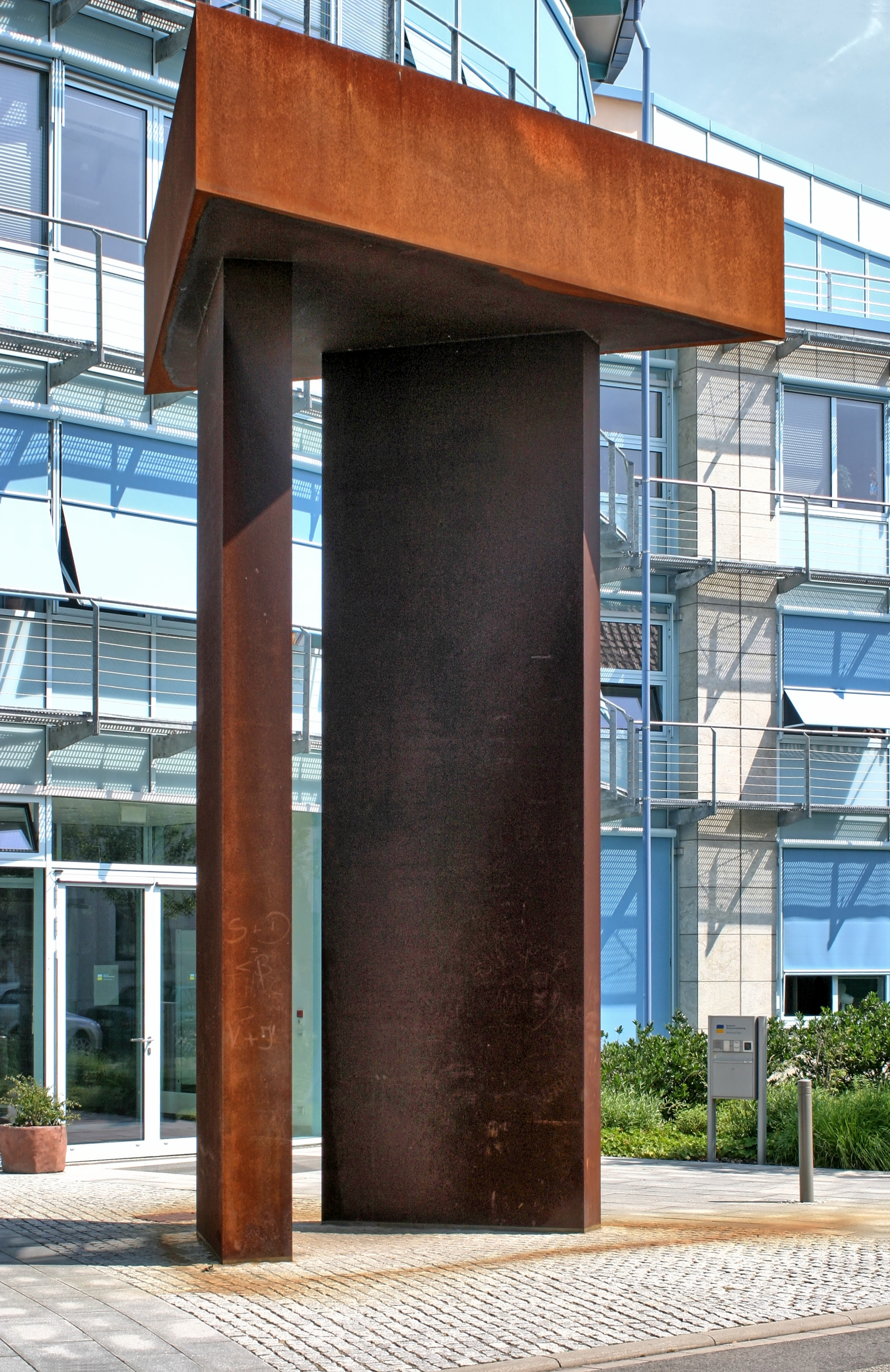
Christoph Mancke: Das Dach (2003, Speyer) vor der Deutschen Rentenversicherung Rheinland-Pfalz
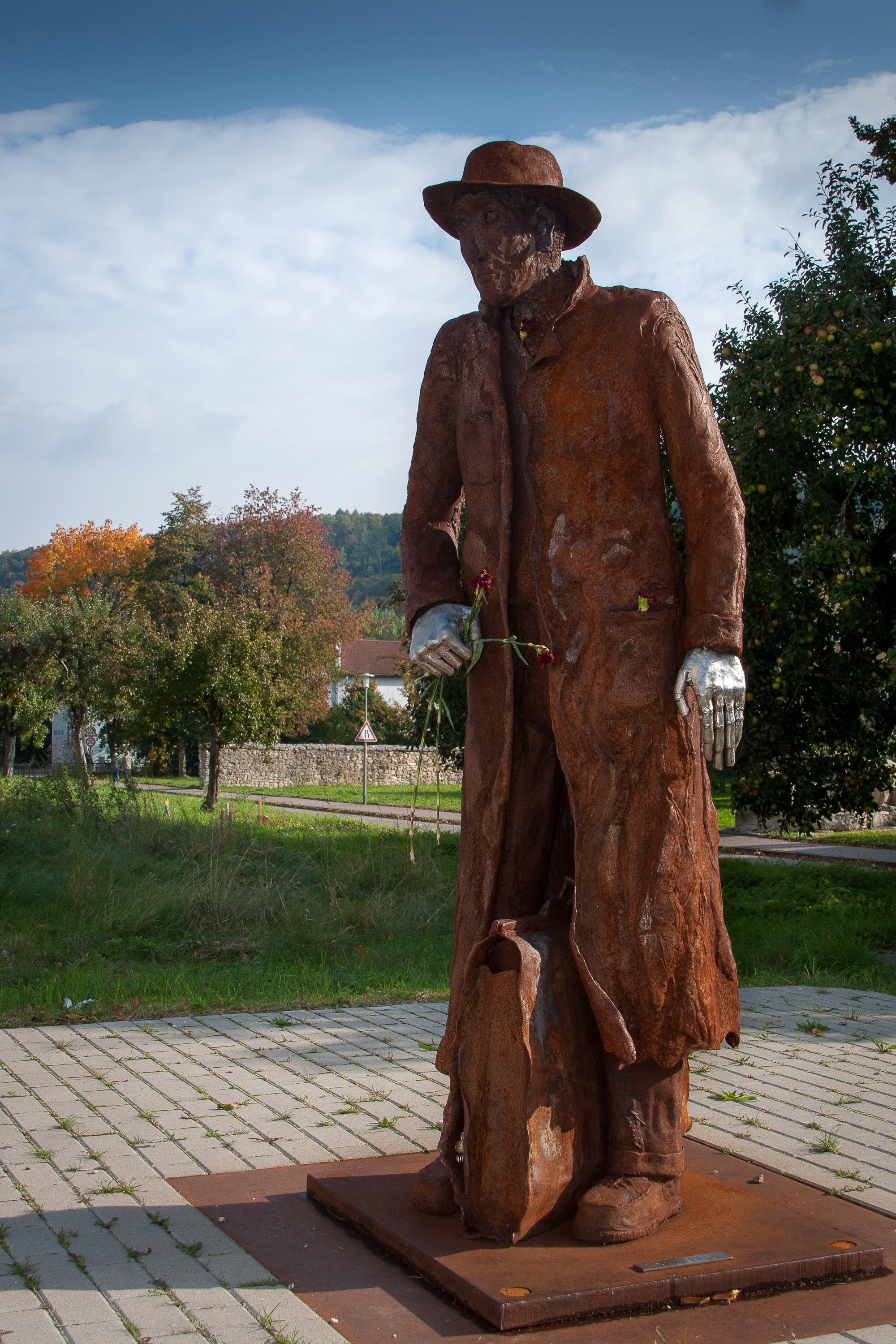
Georg-Elser-Denkmal von Friedrich Frankowitsch (2010, Königsbronn)
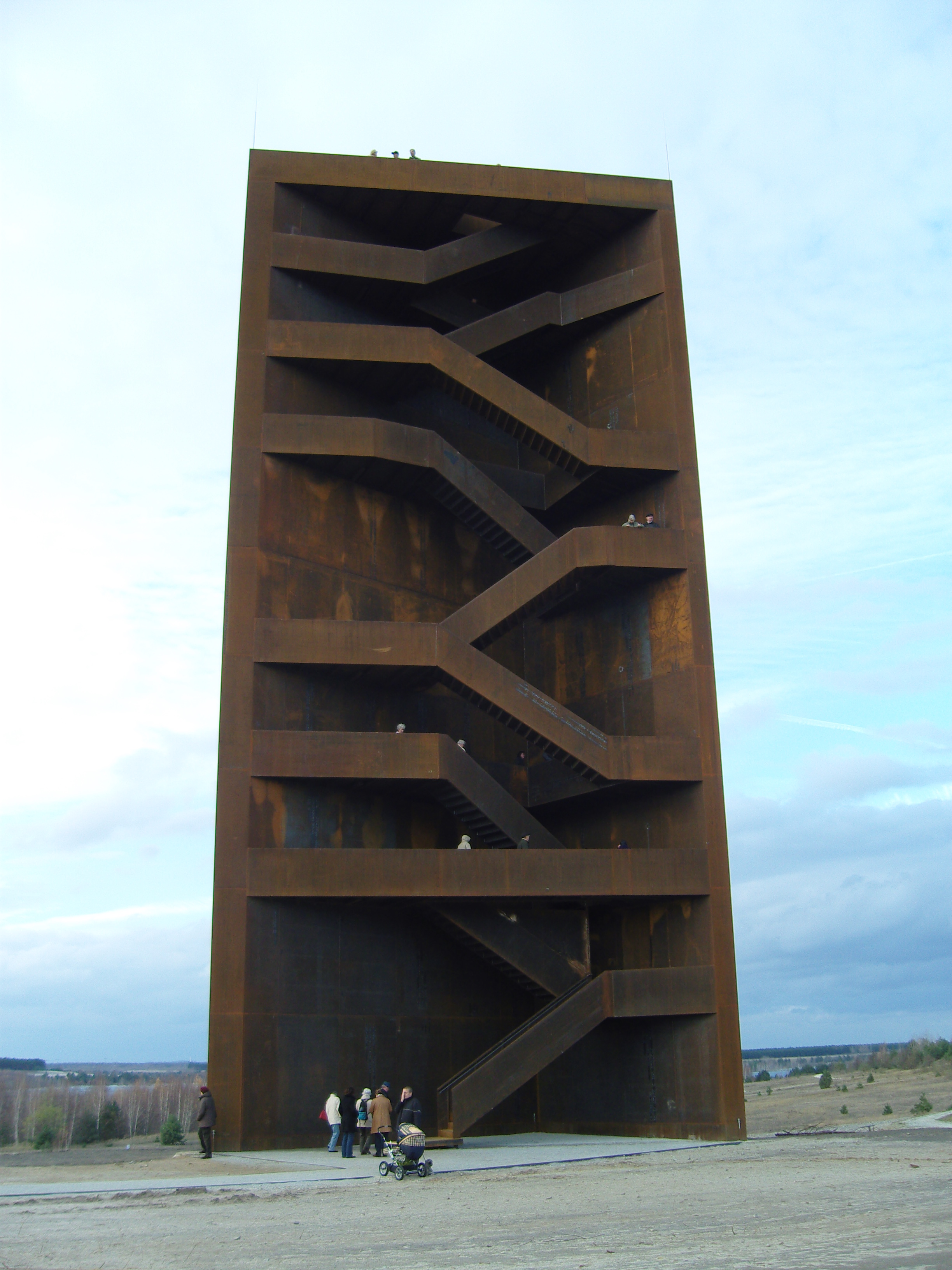
Aussichtsturm „Rostiger Nagel“ aus wetterfestem Baustahl am Sornoer Kanal
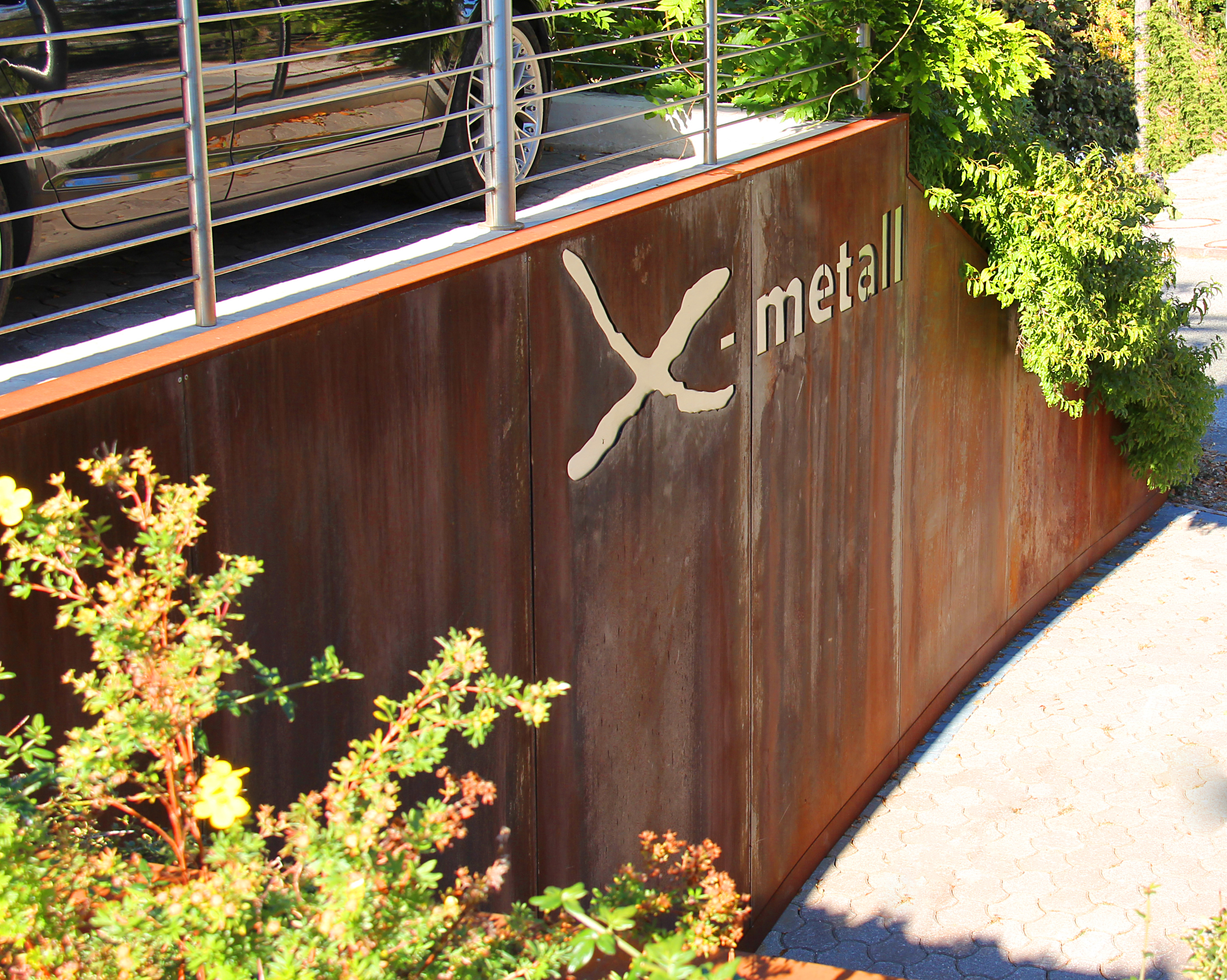
Cortenstahl-Verkleidung (2010, Deutschnofen I)
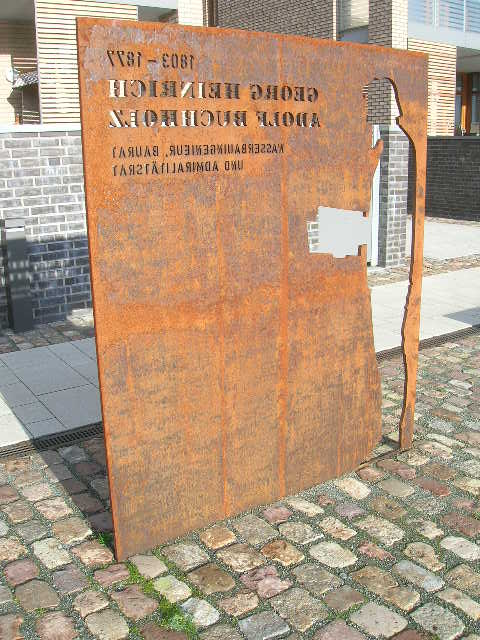
Gedenkplatte aus Cortenstahl auf der Forschermeile in Bremerhaven
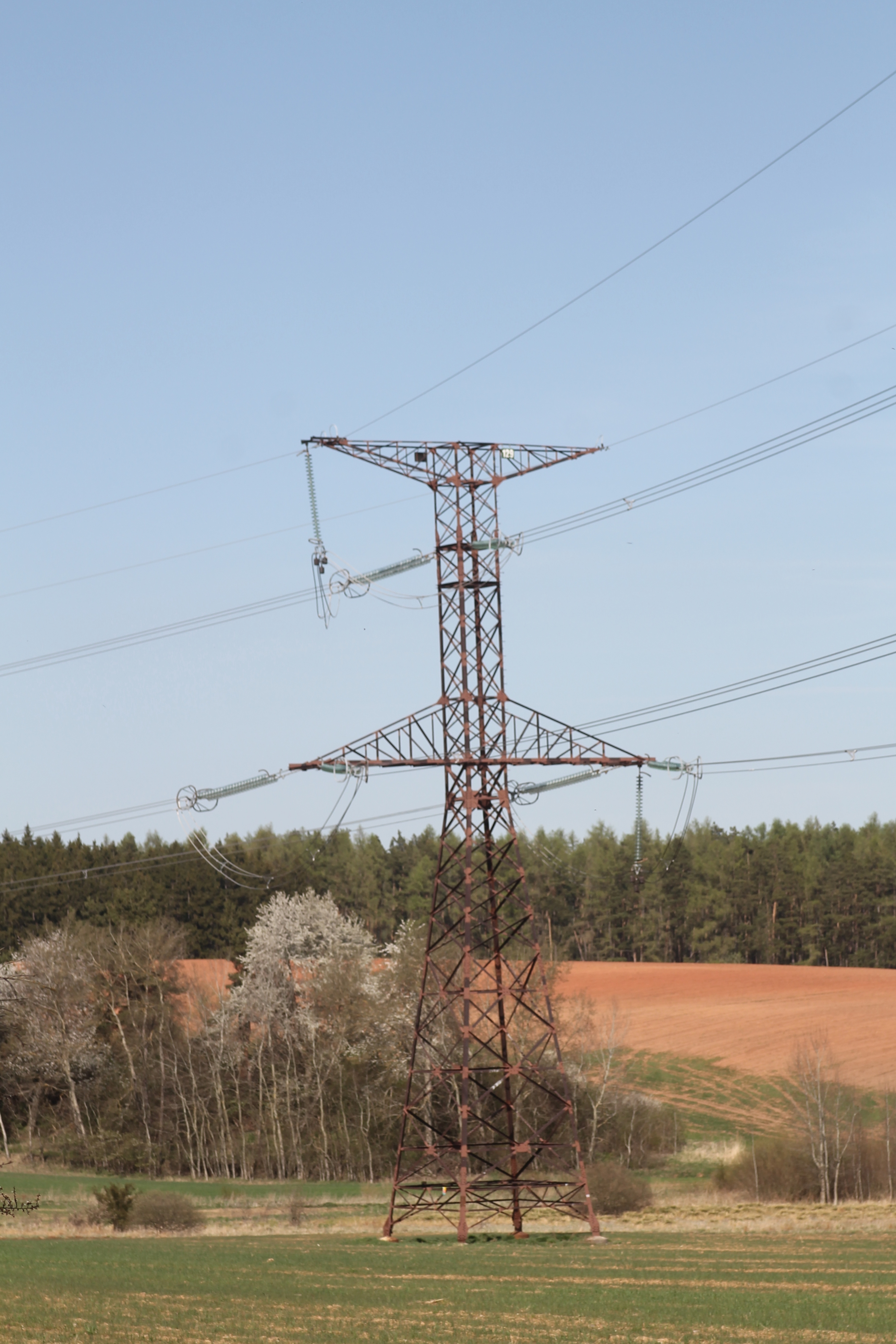
Freileitungsmast der Hochspannungsleitung Etzenricht-Hradec bei Zhorec in Tschechien
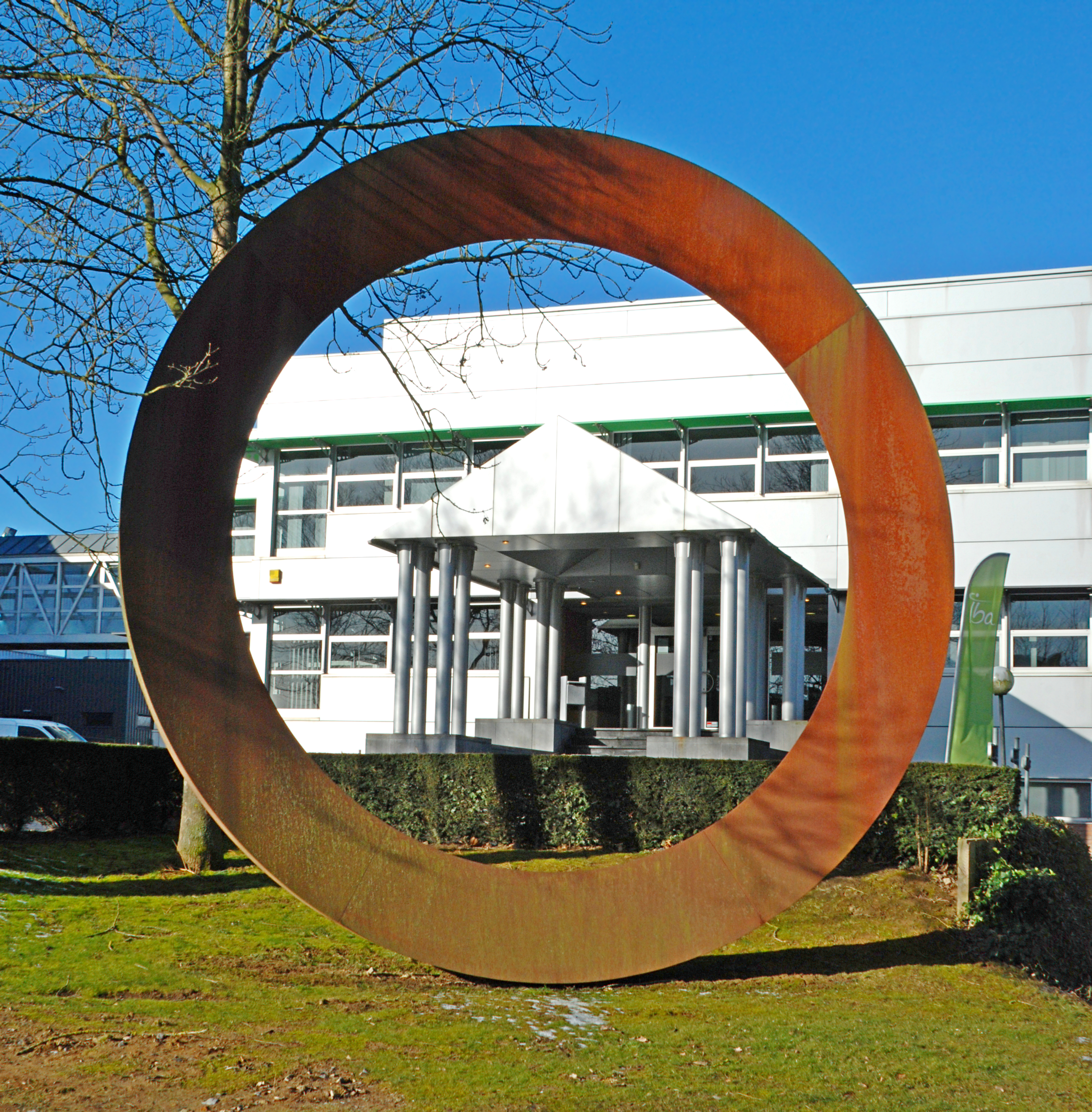
Anneau, Mauro Staccioli, Louvain-la-Neuve, Belgien
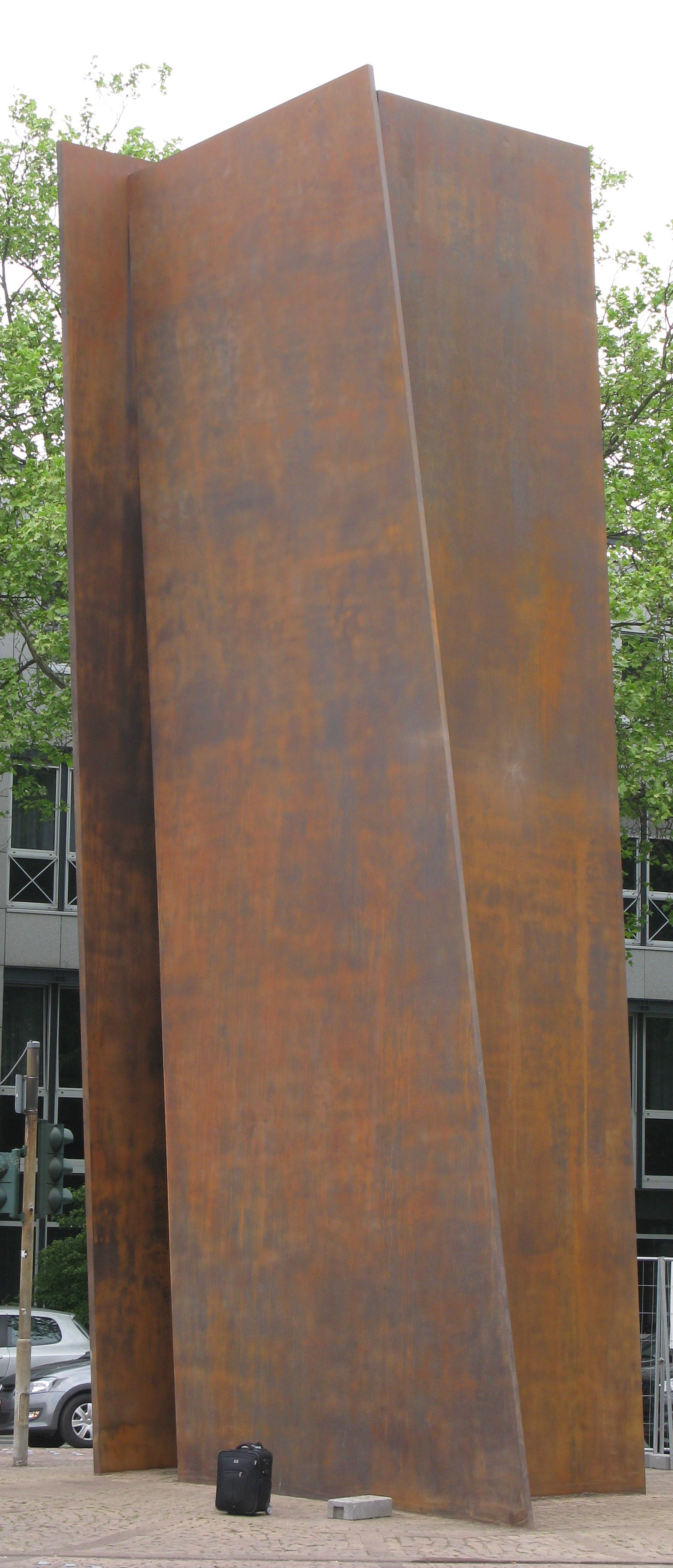
Terminal, Skulptur von Richard Serra, Bochum
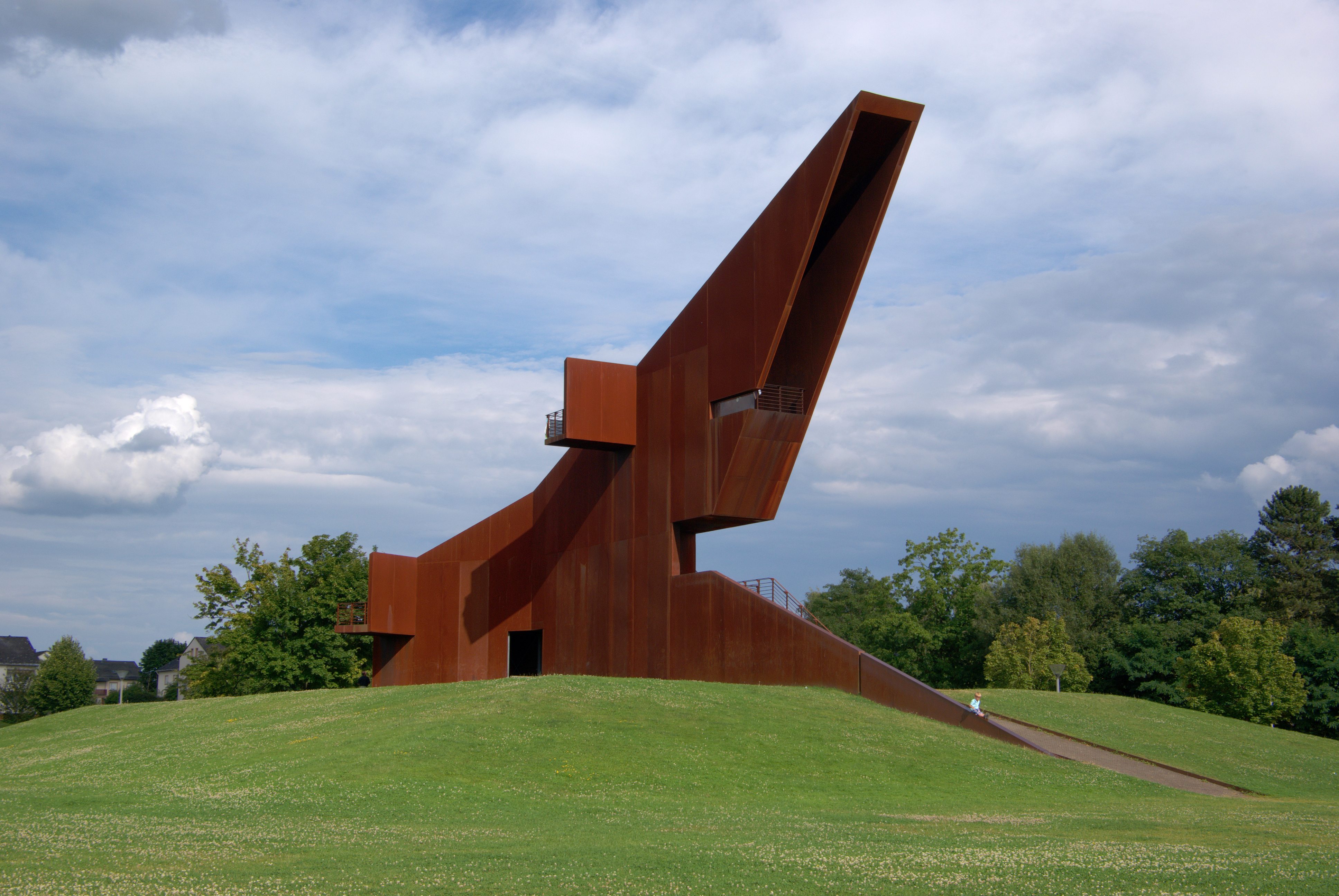
Turm Luxemburg in Trier
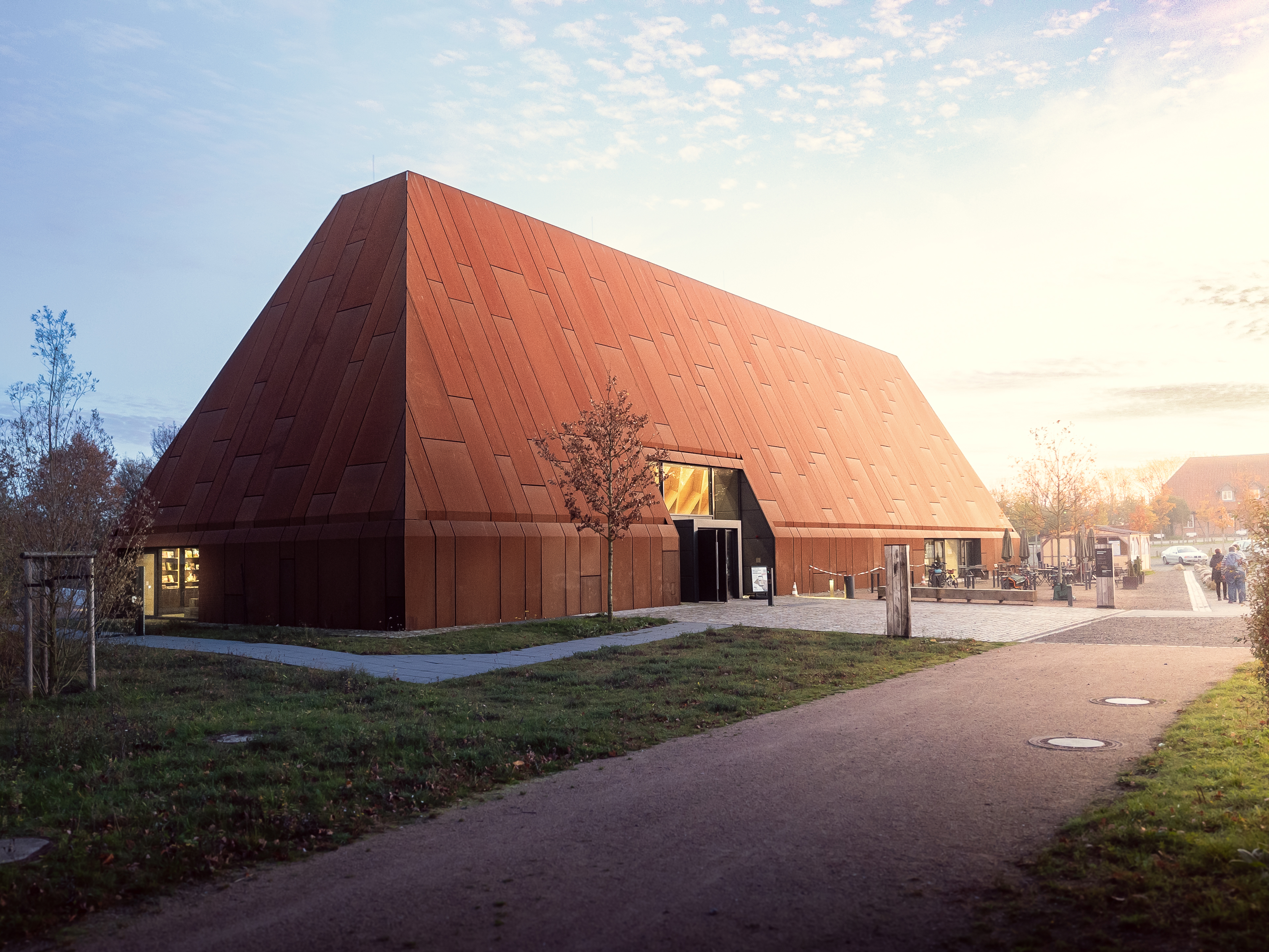
Jahr100Haus im Freilichtmuseum Molfsee
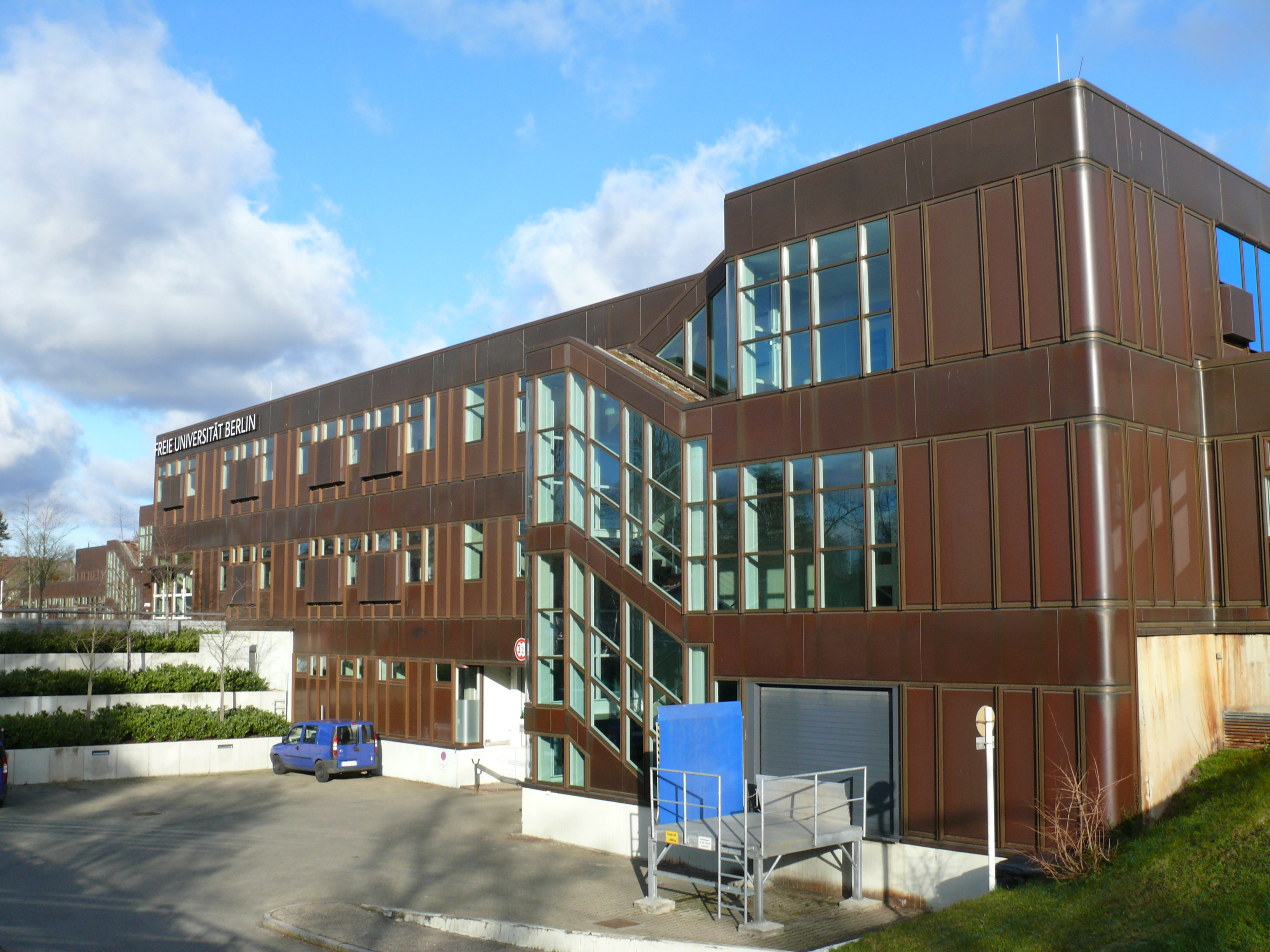
„Rostlaube“ der Freien Universität in Berlin